# Francis Ford Coppola
Pour les articles homonymes, voir Coppola et Ford (homonymie).
Ne doit pas être confondu avec Francis Ford.
Pour les autres membres de la famille, voir Famille Coppola.
Francis Ford Coppola [ˈfɹænsɪs fɔɹd ˈkɒpɒlə], né le 7 avril 1939 à Détroit, est un réalisateur, producteur de cinéma et scénariste américain.
Grande figure du Nouvel Hollywood, Coppola est considéré comme l'un de ses plus grands réalisateurs.
Il est titulaire d'un diplôme de l'université Hofstra où il a étudié le théâtre et a obtenu un MFA en réalisation cinématographique à l'UCLA Film School (en).
Après avoir réalisé Les Gens de la pluie en 1969, Coppola co-écrit Patton (1970) et reçoit à 30 ans l’Oscar du meilleur scénario original avec Edmund H. North. La réputation de Coppola en tant que cinéaste est scellée avec la trilogie du Parrain. Tous trois réalisés par Coppola, les deux premiers (1972, 1974) remportent l'Oscar du meilleur film et sont considérés comme deux des plus influents et grands films de tous les temps. L'œuvre complète obtient 9 récompenses pour 28 nominations aux Oscars. En 1974, Coppola sort le thriller Conversation secrète, qui se veut être un nouveau succès critique et commercial. Il est aussi connu pour avoir réalisé Apocalypse Now (1979), autre chef-d'œuvre du cinéma qui dépeint la guerre du Viêt Nam avec un lyrisme abouti. Ces deux films obtiennent respectivement la Palme d'or du Festival de Cannes. Coppola réalise par la suite Outsiders, Rusty James (tous deux en 1983), Cotton Club (1984), Peggy Sue s'est mariée (1986), Dracula (1992) ou encore The Rainmaker (1997). Il produit les films American Graffiti (1973) et L'Étalon noir (1979) entre autres.
Il est le père des réalisateurs Sofia et Roman Coppola, le grand-père de la réalisatrice Gia Coppola, le frère de l'actrice Talia Shire et l'oncle des acteurs Nicolas Cage et Jason Schwartzman ainsi que du musicien et acteur Robert Carmine. En dehors du monde du spectacle, Coppola est aussi vigneron, éditeur de magazine et hôtelier.

## Biographie

### Enfance
Francis Ford Coppola est né le 7 avril 1939 à l'hôpital Henry-Ford de Détroit (Michigan). Il est le fils de l'actrice Italia Pennino Coppola et de Carmine Coppola, originaire de Bernalda dans la région de la Basilicate en Italie, premier flûtiste de divers orchestres symphoniques dont ceux de Détroit et NBC. Il est le cadet de leurs trois enfants. Deux ans après sa naissance, Carmine devient premier flûtiste de l'orchestre symphonique de la NBC et emménage avec sa famille à Long Island. C'est là que le jeune Francis passe le reste de son enfance. Souffrant de poliomyélite, il passe une grande partie de sa jeunesse alité, ce qui favorise son imagination, avec l'improvisation, à la maison, de spectacles de marionnettes. En utilisant la caméra 8 mm de son père, il fait ses tout premiers films en amateur à l'âge de dix ans. Après ses études secondaires à la John L. Miller Great Neck North High School (en) de Long Island, il part étudier le théâtre à l'université Hofstra d'où il sortira avec un Bachelor of Arts en 1959. Il met en scène plusieurs spectacles d'étudiants, regrettant de n'être pas doué pour l'écriture dramatique. En assistant à une projection d'Octobre de Sergueï Eisenstein, il décide d'abandonner le théâtre pour le cinéma. Il s'inscrit à l'université de Californie à Los Angeles, dans le département School of Theater, Film and Television (en) d'où il sort avec un Master of Fine Arts en 1967, puis se perfectionne à la School of Cinematic Arts de l'université du Sud de la Californie où il rencontre Jim Morrison, dont la musique, comme d'autres morceaux emblématiques de l'époque, sera plus tard intégrée à la bande originale de son célèbre film Apocalypse Now.

### Débuts
Au début des années 1960, il commence sa carrière en faisant des films à petit budget sous la houlette de Roger Corman, puis en étant crédité du scénario de quelques grosses productions internationales comme Paris brûle-t-il ? de René Clément. Sa première œuvre notable, comme réalisateur, remonte à l'ère de ses collaborations avec Corman : Dementia 13. Après son diplôme de fin d'études obtenu grâce à la réalisation de Big Boy, Coppola se voit offrir les rênes de l'adaptation cinématographique de la comédie musicale de Broadway Finian's Rainbow, mettant en vedette Petula Clark dans son premier film américain au côté du vétéran Fred Astaire.

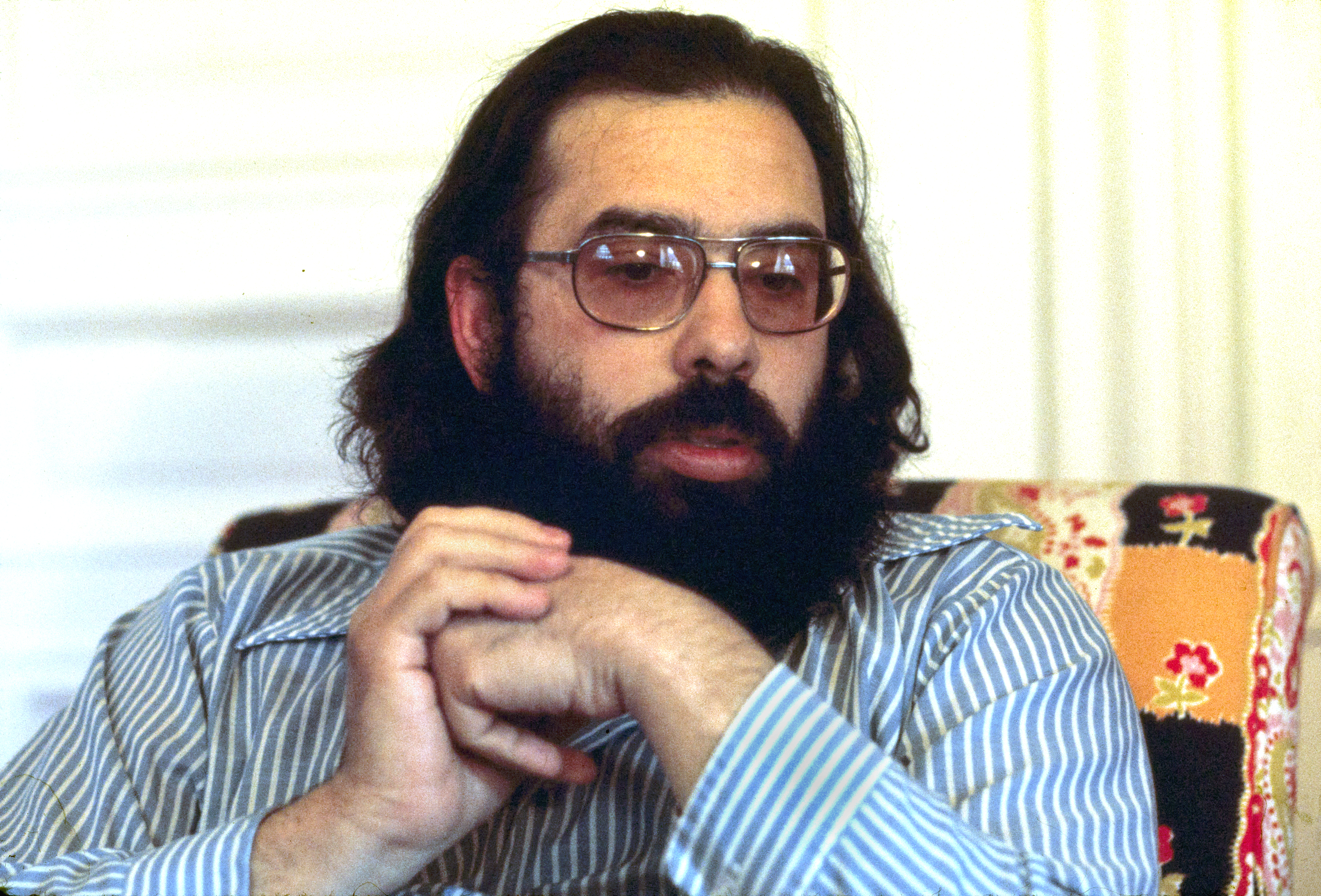
Francis Ford Coppola en 1973.

Le producteur Jack Warner, rendu perplexe par l'allure hirsute du cinéaste, le laisse livré à lui-même et limite le budget de production. Coppola emmène sa distribution à Napa Valley pour tourner les séquences d'extérieur. Ces scènes tranchent radicalement avec les attentes des studios hollywoodiens. Traiter un genre démodé comme la comédie musicale est d'une grande complexité pour l'époque, juste avant l'effondrement des grands studios et l'avènement des auteurs indépendants qui constituent le nouvel Hollywood dont Coppola est la tête de proue. Le résultat est une semi-réussite, mais le travail de Coppola avec Clark contribue sans doute à crédibiliser l'incursion de la chanteuse dans le monde du cinéma. Durant cette période, Coppola habite temporairement avec son épouse et sa famille à Mandeville Canyon (en) à Brentwood (Californie).

### Aventures avec George Lucas
En 1969, il fonde avec son ami George Lucas les studios American Zoetrope, basés à San Francisco. Le studio produit alors le THX 1138 de ce même Lucas, dont l'échec ruine les ambitions de Coppola. Contraint d'accepter une commande de studio, il réalise Le Parrain d'après le roman éponyme de Mario Puzo. Le gigantesque succès de cette superproduction dont la cheville ouvrière est le producteur Robert Evans, ramène le cinéaste à l'indépendance et ressuscite ses rêves de conquête d'Hollywood.

### Triomphe des deux premiersParrains
En 1971, Coppola gagne un Oscar pour le scénario de Patton, film biographique sur le général George Patton, réalisé par Franklin J. Schaffner. Cependant, sa réputation de grand cinéaste n'est reconnue qu'après avoir coécrit le scénario et réalisé les deux premiers volets de la grande saga sur la mafia italo-américaine : Le Parrain (1972) et Le Parrain, 2e partie (1974). Les deux œuvres sont récompensées par l'Oscar du meilleur film. Le Parrain - 2e partie lui vaut également l'Oscar de la meilleure réalisation perdu pour l'opus précédent (au profit de Bob Fosse pour Cabaret) et ravi au favori Roman Polanski, en lice avec Chinatown.

### Conversation secrète
Entre les deux Parrain, Coppola prend le temps d'écrire et de mettre en scène un film d'espionnage au style plus personnel : Conversation secrète qui relate l'histoire d’un couple dont l'homme, un important homme d'affaires, charge un expert en surveillance joué par Gene Hackman de mettre sur écoute sa femme, ainsi que son amant supposé. Le film, sorti en salles en 1974, marque largement son époque puisqu'il est contemporain de l'affaire du Watergate. Conversation secrète se voit nommé dans la catégorie « Meilleur film » aux Oscars en 1975, ce qui fait de Coppola le premier cinéaste et l'un des deux seuls (avec Steven Soderbergh, 26 ans plus tard) à avoir réalisé deux films concourant dans cette catégorie la même année. Juste avant que Le Parrain - 2e partie ne triomphe à la cérémonie des Oscars en raflant six statuettes et doublant le record du premier volet, Conversation secrète obtient la Palme d'or au Festival de Cannes 1974.

### Gatsby le Magnifique
Pendant cette période, il écrit le scénario de l’infructueux succès critique (malgré un succès commercial) Gatsby le Magnifique d'après le roman éponyme de F. Scott Fitzgerald, mettant en vedette Mia Farrow et Robert Redford. Aussi, Coppola investit-il à ce moment-là dans le City Magazine de San Francisco dont il s'autoproclame rédacteur en chef, engageant un tout nouveau personnel, y compris la fille d’un criminel : l'écrivaine Susan Berman (en), fille de David Berman. Bien qu'acclamée dans le milieu de la presse, l'affaire périclite rapidement. Le dernier numéro est publié en 1976.

### Apocalypse Now
Coppola goûte à l'autre plus gros succès critique et public de sa carrière avec Apocalypse Now. Il travaille durant cinq ans pour rédiger une première version satisfaisante du scénario avec John Milius. Coppola souhaite depuis longtemps transposer en pleine guerre du Viêt Nam l'intrigue du récit Au cœur des ténèbres de Joseph Conrad, situé dans l'État indépendant du Congo de la fin du XIXe siècle. Plusieurs tentatives d'adaptation du livre ont avorté, dont celle d'Orson Welles. À l'origine, George Lucas est pressenti pour mettre en scène le film. Cependant, celui-ci préfère s'atteler à la réalisation de La Guerre des étoiles et souhaite retarder le tournage d'« Apo ». Coppola décide, sans l'en avertir, de le réaliser ce qui brouille les deux amis durant plusieurs années. Le film fait l'objet d'une production très difficile au cœur de la jungle des Philippines et engloutit plus de 30 millions de dollars d'un budget initialement fixé à 16 millions, s'étalant sur 18 mois de tournage et nécessitant l'impression de plusieurs dizaines de kilomètres de pellicule.
Le dictateur Ferdinand Marcos accorde son soutien à la production, prêtant ses hélicoptères et ses avions de chasse destinés à la traque des rebelles. Les appareils sont visibles dans la célèbre séquence du bombardement d'un village sur l'air de la Chevauchée des Walkyries de l'opéra Die Walküre de Richard Wagner. Dans un premier temps, le rôle de Willard est attribué à Harvey Keitel avec lequel Coppola commence le tournage. Mais à la suite de plusieurs différends, Keitel est remercié au profit de Martin Sheen. Les catastrophes s'enchaînent sur le plateau : un typhon ravage le décor, Sheen est victime d'une crise cardiaque et Marlon Brando, qui avait promis de perdre du poids, débarque sur le tournage obèse, sous la dépendance de stupéfiants et en ayant à peine lu le script. La vedette ignore totalement son texte. Effrayé à l'idée de devoir interrompre son travail, Coppola dissimule l'état de santé de son acteur principal aux producteurs. Il fait d'ailleurs venir son frère des États-Unis durant sa convalescence afin d'en faire une doublure pour des plans de dos. Il décide aussi de filmer Brando dans la pénombre et en fait un personnage à la limite du visible. À la fin de l'année 1976, Coppola fait un premier retour aux États-Unis avec des centaines d'heures d'images qui s'avèrent totalement inutilisables.
Dépassé et happé par la démesure de son entreprise et la mission démiurgique de son ouvrage, Coppola se drogue et est sujet à des crises mystiques, s'identifiant aux causes des tribus locales. Il perd 40 kilos, sombre pratiquement dans la folie et tente de mettre fin à ses jours. Devenu mégalomane, irascible et paranoïaque, il remodèle chaque semaine l'équipe de tournage au gré de son humeur. À cette époque, il s'adonne à des dépenses excessives et somptuaires. Il réclame aussi la construction d'une piscine derrière la propriété qu'il loue. À bout de force, l'équipe organise plusieurs révoltes et mutineries à l'encontre du metteur en scène.[réf. nécessaire] Coppola alterne entre des crises ressemblant à de la dépression nerveuse (d'après son épouse) et des périodes d'euphorie ; lors de tels moments, le réalisateur commande de nombreux objets : équipement hi-fi, entrecôtes, bouteilles de vins, ustensiles. Après la crise cardiaque de Martin Sheen, Coppola s'effondre à son tour, événement pour lequel il racontera ne s'être jamais senti aussi proche de la mort et avoir vu « la réalité commencer à disparaître dans un tunnel sombre et avoir eu une peur bleue de ne pas pouvoir en ressortir. » Quand Coppola boucle finalement le tournage et rentre définitivement aux États-Unis, il est accompagné de 250 heures d'images.
Alors que le calvaire du tournage est terminé, la production se retrouve avec des centaines d'heures d'images à traiter et aucune des premières versions du film ne convient au réalisateur. L'équipe du montage est mise à rude épreuve et Coppola reste vague quant à la vision parfaite de son film. Le chef monteur, Dennis Jakob, perd presque la raison et menace de brûler les kilomètres de bandes. La scène de l'attaque du village par les hélicoptères, qui a necessité presque 10 % de la totalité de la pellicule utilisée pour le film, demandera un an de montage. Le montage en travail d'Apocalypse Now est finalement prêt pour 1978. Il est à peu près semblable à celui de la version « Redux », à l'exception de la scène dans la plantation française où le héros connaît une brève histoire avec une fille d'anciens colons d'Indochine qu'interprète Aurore Clément. D'autres séquences, encore jamais vues à ce jour, montrent Willard coucher avec une playmate qui lui tire des cartes de tarot. L'aventure du tournage fait l'objet en 1991 d'un documentaire, Aux cœurs des ténèbres : L'Apocalypse d'un metteur en scène, réalisé par Fax Bahr et George Hickenlooper. Il intègre de nombreuses séquences et images d'archives tournées à l'époque par Eleanor Coppola. Après trois ans de préparation, le film sort en salles en 1979. Cette odyssée dans l'horreur guerrière et le trip mystique, d'une puissance visuelle hypnotique, inégalée dans l'œuvre du cinéaste, vaut à ce dernier une seconde Palme d'or cannoise, partagée avec l'Allemand Volker Schlöndorff pour Le Tambour, autre grande adaptation littéraire.

### Tumulte des années 1980 et 1990
Même si la production avec Lucas d'œuvres de cinéastes tels qu'Akira Kurosawa pour Kagemusha, l'ombre du guerrier s'avère lucrative, Coppola doit faire face à de nouveaux revers financiers qui compromettent sa carrière. Il est impliqué dans la production du film Hammett, que dirige Wim Wenders. Fiction inspirée par la vie de l'écrivain Dashiell Hammett, l'œuvre connait un tournage laborieux et le film, présenté au Festival de Cannes en 1982, suscite peu d'enthousiasme. Coppola prend également part à la diffusion d'une version du Napoléon d'Abel Gance reconstituée par les soins de l'historien de cinéma Kevin Brownlow.
Le film Coup de cœur, que Coppola réalise en 1982, est à l'époque le budget de production le plus important de l'histoire du cinéma ce qui n'empêche pas le cinéaste de le produire intégralement via sa société American Zoetrope. Le film est un désastre commercial tel que Coppola se retrouve ruiné. Contrairement à La Porte du paradis de Michael Cimino, un autre lourd échec financier datant de la même époque, Coup de cœur n'a jamais fait l'objet d'une redécouverte et reste encore aujourd'hui un film assez méconnu. La même année, Coppola réussit à produire le film documentaire écologique Koyaanisqatsi.
Pour éponger ses dettes, il accepte de réaliser coup sur coup Outsiders et Rusty James en 1983. Malgré l'engouement de la critique américaine et internationale, ces deux films ne rencontrent pas le succès escompté.
En 1984, Coppola accepte de travailler en tant que scénariste sur Cotton Club, un projet initié par Robert Evans, producteur du premier Parrain, qui envisage de le mettre en scène. Finalement, Evans y renonce et propose la réalisation à Coppola qui y voit l'occasion de redorer son blason et renflouer sa fortune personnelle. Mais, entre la pression imposée par Evans qu'il souhaite interdire de présence sur le plateau et les dépassements de budget colossaux, Coppola connaît un nouvel échec commercial qui achève ses ambitions artistiques.
Criblé de dettes, il est contraint d'accepter des films de commande tels que Captain Eo avec Michael Jackson, réalisé en 3D pour les parcs d'attractions Disney, ou un des sketchs du film New York Stories, coécrit avec sa fille Sofia.
Durant cette période, il réussit néanmoins à faire de certains films de commande, des œuvres plus personnelles comme Peggy Sue s'est mariée (1986), Jardins de pierre (1987) et Tucker (1988).
Le premier est une comédie fantaisiste sur le thème du retour dans le temps. Mettant en vedette Kathleen Turner, le film est plutôt bien accueilli par la critique et reçoit trois nominations aux Oscars. Jardins de pierre est un drame sur les traumatismes du Viêt-Nam, thème que Coppola aborde de manière plus sobre que dans Apocalypse Now. Il s'agit aussi de la quatrième et dernière collaboration entre Coppola et l'acteur James Caan.
Finalement, Tucker est la biographie de l'inventeur et entrepreneur Preston Tucker, qu'incarne Jeff Bridges. C'est un film que produit son ami et ancien protégé George Lucas, qui, lui, réussit là où Coppola échoue : faire fructifier, à travers un marketing agressif et un marchandisage efficace, le triomphe commercial de son film culte (Star Wars) afin de fonder un empire financier sur lequel il règne en maître et grâce auquel il produit et réalise les films qu'il souhaite, en toute indépendance vis-à-vis des majors hollywoodiennes.
Tucker reçoit un bon accueil critique et est en nomination pour trois Oscars. Puis, sous la pression de Paramount, Coppola accepte d'écrire (avec Mario Puzo) et de réaliser une troisième et ultime suite au Parrain en 1990 qui, pour certains critiques, est le film de trop de la saga Corleone. Il n'en est pas moins en lice pour sept Oscars dont celui du meilleur film et Coppola lui-même est en nomination pour le prix du meilleur réalisateur. Mais le film est un semi-échec commercial et Coppola est contraint d'accepter d'autres commandes des grands studios.
Il signe notamment Dracula en 1992 pour Columbia. Relecture du roman de Bram Stoker dans laquelle Gary Oldman incarne le célèbre vampire, le film est un réel succès critique et public. Il n'en va pas de même de Jack en 1996 pour Hollywood Pictures (filiale de Walt Disney Company). Comédie dramatique mettant en vedette Robin Williams dans le rôle d'un enfant vieillissant prématurément, Jack est accueilli par la critique avec une indifférence polie. Enfin, en 1997, pour Paramount, Coppola lance le drame judiciaire L'Idéaliste, sixième adaptation d'un livre de John Grisham. C'est Matt Damon qui incarne l'idéaliste du titre, un jeune avocat qui accepte une cause assez ambitieuse. Le film suscite l'adhésion de la critique (82 % au 'tomatomètre'). Par ailleurs, Coppola est président du jury du 49e Festival de Cannes en 1996.
Si le succès public de Dracula lui permet un temps de relever sa situation financière, il ne parvient toutefois pas à retrouver le pouvoir et l'influence des débuts. À quelques exceptions près comme Le Jardin secret d'Agnieszka Holland en 1993, le Frankenstein de Kenneth Branagh en 1994 ou Sleepy Hollow de Tim Burton en 1999, son activité de producteur se limite principalement à financer les films de sa fille Sofia, à l'instar de son premier film : Virgin Suicides (1999).
Il cède par ailleurs l'administration et le management d'American Zoetrope à ses deux enfants : Roman et Sofia.

### Années 2000-2020
En 2001, il sort la version Redux de son chef-d'œuvre Apocalypse Now dans un montage remanié présentant des séquences inédites coupées en 1979.
Il continue à produire les films de sa fille : Lost in Translation (2003) ou Marie-Antoinette (2006), mais également le premier de son fils Roman : CQ (2001).
Dix ans après L'Idéaliste, il revient à la réalisation, en 2007, avec L'Homme sans âge, inspiré de la nouvelle Jeunesse sans jeunesse de Mircea Eliade. Ce retour n'est pas un succès : le film n'attire pas un public suffisant et est globalement rejeté par la critique. Il obtient 30 % au « tomatomètre » sur Rotten Tomatoes (en dessous de 60 %, le film est considéré comme « pourri ») et n'engrange que 2 380 362 dollars de recettes mondiales.
En 2009, sort Tetro qui est plutôt bien accueilli par la critique et les spectateurs et obtient 71 % au « tomatomètre » sur Rotten Tomatoes. Dans ce film, tourné majoritairement en noir et blanc, il livre des éléments très autobiographiques à travers le personnage incarné par Vincent Gallo. Le film se déroule en Argentine où il a été tourné en partie en langue espagnole.
Il est le président d'honneur du 37e festival du cinéma américain de Deauville en septembre 2011. La même année, il réalise Twixt, un film d'horreur au budget plutôt modeste avec Val Kilmer et Elle Fanning. Kilmer y incarne un écrivain sans grand succès faisant face à d'étranges phénomènes surnaturels. Twixt est projeté dans quelques festivals comme Toronto et Turin, avant de sortir dans quelques pays en 2012. L'accueil critique, notamment en France, est très enthousiaste.
Le 6 mai 2015, il reçoit le prix Princesse des Asturies 2015.
En décembre 2015 il est président du jury du 15e festival international du film de Marrakech, succédant ainsi à Isabelle Huppert.
Le 11 juin 2019, il est lauréat du Prix Lumière.
En 2019, il annonce préparer un projet de longue date intitulé Megalopolis. Tenant de la science-fiction et du conte philosophique; le film, que Coppola finance lui-même et dont le budget est considérable, est lancé en 2024 lors de la compétition pour la Palme d'or au Festival de Cannes, ce qui marque le retour de Coppola en compétition quarante-cinq ans après Apocalypse Now. Le film suscite un accueil critique pour le moins partagé.

## Œuvre

### Thèmes abordés
Si les thèmes explorés sont vastes, on retrouve, chez Coppola, certains motifs répétés d'un film à l'autre : l'homme confronté à la perversion du pouvoir politique ou mafieux, la violence, l'expiation, la rédemption, la catharsis, la désagrégation de la cellule familiale, la jeunesse désœuvrée, la mort et la folie. On remarque également une certaine obsession pour le temps, montré sous de multiples travestissements : retrouvailles avec une adolescence révolue afin d'évincer les erreurs futures (Peggy Sue s'est mariée), éternité douloureuse d'une âme en quête de l'amour perdu (Dracula), thème littéraire de la jeunesse éternelle (L'Homme sans âge) ou encore transcription scénarisée de la propre vie du metteur en scène, passée et présente (Tetro). Coppola est de plus très influencé par l'opéra dont s'inspirent largement ses scénarios et ses mises en scène. La scène finale du Parrain 3, qui se déroule à l'opéra de Palerme, en est un exemple notable.

### Style
On note deux grandes périodes dans l'œuvre de Coppola. Dans la première partie de sa carrière, il réalise des films à grand spectacle très coûteux, à la démesure assumée. Il passe alors du film de gangsters fastueux, épique et tragique, épousant la structure d'un roman-feuilleton (la trilogie du Parrain, Cotton Club) à une forme de trip mystique, baroque et dantesque (Apocalypse Now). Apocalypse Now témoigne justement d'un style grandiloquent, caractéristique de la première époque Coppola : expérimentations sonores, montage sophistiqué, surimpressions, travellings vertigineux, plans contemplatifs, bande originale saturée, décors et éclairages stylisés (aplats ocre, lumières en faisceau, violents clairs-obscurs etc.), effets fantastiques (vapeurs enveloppantes, brumes colorées…). On retrouve cette envergure esthétique dans certaines réalisations tardives, notamment Bram Stoker's Dracula même si Coppola développe déjà à partir des années 1980, grâce à des films comme Peggy Sue s'est mariée et Rusty James, une tonalité plus personnelle, représentative de la seconde partie de sa carrière.
Dans une deuxième période assez récente (à partir de L'Homme sans âge), le réalisateur réduit peu à peu les dépenses de ses films, et donc leur grande ambition même s'il n'abandonne pas certaines recherches plastiques (mélange du noir et blanc et de la couleur, incrustations numériques…). Ce cheminement l'amène à Tetro, au style sobre et intimiste, puis à Twixt où il repart à zéro et réalise à la fois un film d'étudiant qui ne se prend pas au sérieux, une plongée singulière dans l'atelier de son art poétique (le fantastique, la série B, la réinterprétation de légendes, l'hommage à Edgar Allan Poe…) puis une lamentation personnelle qu'exprime son alter ego : le personnage d'écrivain à la dérive incarné par Val Kilmer qui tente d'écrire pour fuir le souvenir de sa fille décédée (Coppola a connu ce malheur dans sa vie privée : il a perdu son fils Gian-Carlo dans un accident de speedboat en 1986). Le cinéaste a affirmé[réf. nécessaire] qu'après ce film, il se redirigerait vers la grosse production ambitieuse, avec sans doute une approche plus mûre et moins ostentatoire.

### Personnalité

#### «Napoléon du cinéma»
Personnage fantasque, mégalomane et démesuré, on le surnomme parfois à juste titre « le Napoléon du cinéma ». D'ailleurs, Coppola revendique ce rapprochement : il n'a jamais caché sa fascination pour le Napoléon d'Abel Gance, classique du cinéma datant de 1927 que sa société American Zoetrope a restauré et montré dans une nouvelle version en 1981, accompagnée d'une musique composée par Carmine Coppola, le père de Francis. Doté d'un orgueil monstrueux que n'ont pas atténué les échecs, Coppola ne laisse jamais indifférent, il se montre volubile, arrogant, extraverti, doté d'une remarquable capacité à enfoncer les portes qu'on ferme devant lui. Il est typique des « auteurs-tyrans » qui considèrent les autres comme des pions pour mener à bien leur propre ambition démiurgique. Apocalypse Now est certainement le film qui a transcendé cette nature pour devenir un chef-d'œuvre cinématographique sur la folie, la guerre, la nature sauvage et l'impérialisme.

#### Tournages en famille
Coppola a souvent travaillé avec des membres de sa famille. Il fait jouer ses deux fils dans Le Parrain dans une scène de combat de rue et dans les funérailles de Don Corleone. Sa sœur, Talia Shire, joue Connie Corleone dans la trilogie et sa fille Sofia Coppola incarne un rôle important dans la troisième partie. Son père Carmine Coppola a coécrit plusieurs musiques de ses films. Ses fils, Roman Coppola et Gian-Carlo Coppola incarnent dans une séquence coupée d'Apocalypse Now (visible dans la version Redux) deux des enfants de la famille de colons français restés dans leur plantation après la perte de l'Indochine par la France. Roman y récite même un poème de Charles Baudelaire, L'Albatros.

#### Éternel idéaliste
« Le cinéma n'est pas industriel, il est indépendant […] Nous sommes dans une floraison de l'art cinématographique, je le sens. »

— Francis Ford Coppola
C’est ce qu’il aura essayé de faire tout au long de sa vie : se produire lui-même, être pleinement indépendant. À travers des films de commande tels que Le Parrain, 3e partie, il va financer sa propre société de production pour s’épargner les problèmes des « producteurs nerveux ». Il voit dans le cinéma indépendant une certaine liberté, de l'action mais aussi de la parole.

« Le Parrain III, c'était purement commercial, je n'avais plus un sou, j'étais complètement dépressif, frustré, découragé. »

— Francis Ford Coppola

## Filmographie

### Comme réalisateur

#### Cinéma
- 1963 : Dementia 13
- 1966 : Big Boy (You're a Big Boy Now)
- 1968 : La Vallée du bonheur (Finian's Rainbow)
- 1969 : Les Gens de la pluie (The Rain People)
- 1972 : Le Parrain (The Godfather)
- 1974 : Conversation secrète (The Conversation)
- 1974 : Le Parrain, 2e partie (Mario Puzo's The Godfather: Part II)
- 1979 : Apocalypse Now
- 1982 : Coup de cœur (One from the Heart)
- 1983 : Outsiders (The Outsiders)
- 1983 : Rusty James (Rumble Fish)
- 1984 : Cotton Club (The Cotton Club)
- 1986 : Captain Eo[25] (court-métrage)
- 1986 : Peggy Sue s'est mariée (Peggy Sue Got Married)
- 1987 : Jardins de pierre (Gardens of Stone)
- 1988 : Tucker (Tucker : The Man and His Dream)
- 1989 : New York Stories, segment La vie sans Zoé (Life Without Zoe)
- 1990 : Le Parrain, 3e partie (Mario Puzo's The Godfather: Part III)
- 1992 : Dracula (Bram Stoker's Dracula)
- 1996 : Jack
- 1997 : L'Idéaliste (The Rainmaker)
- 2007 : L'Homme sans âge (Youth Without Youth)
- 2009 : Tetro
- 2011 : Twixt
- 2024 : Megalopolis

#### Télévision
- 1977 : La Saga du Parrain (The Godfather: A Novel for Television), mini-série pour la télévision regroupant Le Parrain et Le Parrain, 2e partie.
- 1982 : Faerie Tale Theatre, épisode Rip Van Winkle

### Comme scénariste
- 1966 : Propriété interdite (This Property Is Condemned) de Sydney Pollack
- 1966 : Paris brûle-t-il ? de René Clément
- 1970 : Patton de Franklin Schaffner
- 1973 : Nos plus belles années (The Way We Were) de Sydney Pollack (non crédité)[26]
- 1974 : Gatsby le Magnifique (The Great Gatsby) de Jack Clayton

### Comme producteur

#### Cinéma
- 1962 : L'Ouest sauvage et nu (Tonight for Sure) de lui-même et Jerry Shaffer
- 1963 : L'Halluciné (The Terror) de Roger Corman
- 1968 : Filmmaker (en) de George Lucas
- 1971 : THX 1138 de George Lucas (producteur délégué)
- 1973 : American Graffiti de George Lucas
- 1973 : La Barbe à papa (Paper Moon) de Peter Bogdanovich
- 1974 : Conversation secrète (The Conversation) de Lui-même
- 1974 : Le Parrain, 2e partie (Mario Puzo's The Godfather: Part II) de lui-même
- 1979 : Apocalypse Now de lui-même
- 1979 : L'Étalon noir (The Black Stallion) de Carroll Ballard
- 1980 : Kagemusha, l'Ombre du guerrier d'Akira Kurosawa
- 1982 : The Escape Artist de Caleb Deschanel
- 1982 : Hammett de Wim Wenders (producteur délégué)
- 1983 : Le Retour de l'étalon noir (The Black Stallion Returns) de Robert Dalva
- 1983 : Rusty James (Rumble Fish) de lui-même
- 1985 : Mishima (Mishima: A Life in Four Chapters) de Paul Schrader (producteur délégué)
- 1987 : Jardins de pierre (Gardens of Stone) de Lui-même
- 1987 : Les vrais durs ne dansent pas (Tough Guys Don't Dance) de Norman Mailer
- 1987 : Cœur de lion (Lionheart) de Franklin Schaffner
- 1988 : Powaqqatsi de Godfrey Reggio
- 1989 : Bandini de Dominique Deruddere (producteur délégué, non crédité)
- 1990 : Le Parrain, 3e partie (Mario Puzo's The Godfather: Part III) de lui-même
- 1992 : Wind de Carroll Ballard
- 1992 : Dracula (Bram Stoker's Dracula) de lui-même
- 1993 : Le Jardin secret (The Secret Garden) de Agnieszka Holland
- 1994 : Don Juan DeMarco de Jeremy Leven
- 1994 : Frankenstein de Kenneth Branagh
- 1995 : Rêves de famille (My Family) de Gregory Nava
- 1995 : Haunted de Lewis Gilbert
- 1996 : Jack de lui-même
- 1997 : Mon copain Buddy (Buddy) de Caroline Thompson
- 1998 : Lani-Loa (en) de Sherwood Hu (en)
- 1999 : The Florentine (en) de Nick Stagliano (en)
- 1999 : Virgin Suicides (The Virgin suicides) de Sofia Coppola
- 1999 : Au cœur du miracle (en) de Agnieszka Holland
- 1999 : Goosed de Aleta Chappelle
- 1999 : Sleepy Hollow : La Légende du cavalier sans tête (Sleepy Hollow) de Tim Burton
- 2001 : CQ de Roman Coppola
- 2001 : No Such Thing de Hal Hartley
- 2001 : Jeepers Creepers de Victor Salva
- 2001 : La Légende de Suriyothai (สุริโยไท / Suriyothai) de Chatrichalerm Yukol
- 2002 : Pumpkin de Anthony Abrams et Adam Larson Border
- 2002 : Assassination Tango de Robert Duvall
- 2003 : Jeepers Creepers 2 de Victor Salva
- 2003 : Lost in Translation de Sofia Coppola
- 2004 : Dr Kinsey (Kinsey) de Bill Condon
- 2006 : Marie-Antoinette de Sofia Coppola
- 2006 : Raisons d'État (The Good Shepherd) de Robert De Niro
- 2007 : L'Homme sans âge (Youth Without Youth) de lui-même
- 2009 : Tetro de lui-même
- 2010 : Somewhere de Sofia Coppola
- 2012 : Twixt de lui-même
- 2012 : Sur la route (On the Road) de Walter Salles
- 2013 : The Bling Ring de Sofia Coppola
- 2024 : Megalopolis de lui-même

### Autres rôles
- 1962 : The Magic Voyage of Sinbad (adaptation pour la version américaine)
- 1962 : Battle Beyond the Sun (adaptation pour la version américaine)
- 1962 : The Bellboy and the Playgirls (adaptation pour la version américaine)
- 1962 : L'Enterré vivant (réalisateur de seconde équipe)
- 1962 : L'Ouest sauvage et nu (réédition avec des images de The Wide Open Spaces)
- 1963 : La Tour de Londres (assistant réalisateur)
- 1963 : La Malédiction d'Arkham (assistant réalisateur)
- 1963 : Duel sur le circuit (réalisateur de seconde équipe)
- 1963 : L'Halluciné (producteur associé et coréalisateur non-crédité)
- 1968 : The Wild Racers (réalisateur de seconde équipe)
- 1982 : Hammett (réalisateur de seconde équipe)
- 2000 : Supernova (montage additionnel et superviseur du film en postproduction)

## Distinctions
Cette section récapitule les principales récompenses et nominations obtenues par Francis Ford Coppola. Pour une liste plus complète, consulter IMDb.

### Décorations
- Commandeur de la Légion d'honneur (officier en 2007)[28]

### Récompenses
- Festival international du film de Saint-Sébastien 1969 : Coquille d'or pour Les Gens de la pluie
- Oscars 1971 : meilleur scénario original pour Patton
- Writers Guild of America Awards 1971 : meilleur scénario original pour Patton
- Oscars 1973 : meilleur scénario adapté pour Le Parrain
- Golden Globes 1973 : meilleure réalisation et meilleur scénario pour Le Parrain
- Directors Guild of America Awards 1973 : meilleure réalisation pour Le Parrain
- Writers Guild of America Awards 1973 : meilleur scénario adapté pour Le Parrain
- Festival de Cannes 1974 : Palme d'or pour Conversation secrète
- NBR Awards 1974 : meilleure réalisation pour Conversation secrète
- Oscars 1975 : meilleure réalisation et meilleur scénario adapté pour Le Parrain, 2e partie
- Directors Guild of America Awards 1975 : meilleure réalisation pour Le Parrain, 2e partie
- Writers Guild of America Awards 1975 : meilleur scénario adapté pour Le Parrain, 2e partie
- NSFC Awards 1975 : meilleure réalisation pour Le Parrain, 2e partie
- Festival de Cannes 1979 : Palme d'or et prix FIPRESCI pour Apocalypse Now
- Golden Globes 1980 : meilleure réalisation et meilleure musique pour Apocalypse Now
- BAFTA Awards 1980 : meilleure réalisation pour Apocalypse Now
- David di Donatello 1980 : meilleure réalisation étrangère pour Apocalypse Now
- Festival international du film de Saint-Sébastien 1984 : prix FIPRESCI et prix du jury œcuménique pour Rusty James
- Mostra de Venise 1992 : Lion d'or d'honneur
- Fotogramas de Plata 1992 : meilleur film étranger pour Le Parrain, 3e partie
- Saturn Awards 1993 : meilleure réalisation pour Dracula
- Fotogramas de Plata 1994 : meilleur film étranger pour Dracula
- Directors Guild of America Awards 1998 : prix spécial pour l'ensemble de sa carrière
- Satellite Awards 2001 : prix spécial Mary Pickford Award
- Aigle d'or 2004 : prix spécial pour l'ensemble de sa carrière
- Festival international du film de Thessalonique 2005 : prix spécial pour l'ensemble de sa carrière
- Oscars 2011 : Irving G. Thalberg Memorial Award
- Prix Princesse des Asturies des Arts : 2015
- Prix Lumière 2019[21]

### Nominations et sélections
- Writers Guild of America Awards 1967 : meilleur scénario pour une comédie pour Big Boy
- Oscars 1973 : meilleure réalisation pour Le Parrain
- NSFC Awards 1973 : meilleure réalisation et meilleur scénario pour Le Parrain
- Oscars 1975 : meilleur scénario original pour Conversation secrète
- Golden Globes 1975 : meilleure réalisation et meilleur scénario pour Conversation secrète et Le Parrain, 2e partie
- BAFTA Awards 1975 : meilleure réalisation et meilleur scénario pour Conversation secrète
- Directors Guild of America Awards 1975 : meilleure réalisation pour Conversation secrète
- Writers Guild of America Awards 1975 : meilleur scénario original pour Conversation secrète
- Prix Edgar-Allan-Poe 1975 : meilleur film pour Conversation secrète
- Oscars 1980 : meilleure réalisation et meilleur scénario adapté pour Apocalypse Now
- BAFTA Awards 1980 : meilleure musique pour Apocalypse Now
- César du cinéma 1980 : César du meilleur film étranger pour Apocalypse Now
- Directors Guild of America Awards 1980 : meilleure réalisation pour Apocalypse Now
- Writers Guild of America Awards 1980 : meilleur scénario original pour Apocalypse Now
- Grammy Awards 1980 : meilleure musique pour Apocalypse Now
- Golden Globes 1985 : meilleure réalisation pour Cotton Club
- Oscars 1991 : meilleure réalisation pour Le Parrain, 3e partie
- Golden Globes 1991 : meilleure réalisation et meilleur scénario pour Le Parrain, 3e partie
- Directors Guild of America Awards 1991 : meilleure réalisation pour Le Parrain, 3e partie
- Prix Hugo 1993 : meilleur film pour Dracula
- Festival de Cannes 2024 : En compétition pour la Palme d'or pour Megalopolis